# Комарницький Микола Антонович
Комарницький Микола Антонович (25.11(7.12) 1894, Загірне Старокостянтинівський р-н Хмельницька обл. — 9.12.1975, Москва) — український військовий льотчик, один з організаторів авіаційної справи в Україні.

## Біографія
Комарницький Микола Антонович народився 25 листопада (7 грудня — за новим стилем) 1894 року у селі Дессерівка Подільської губернії (нині — село Загірне Старокостянтинівського району Хмельницької області) в багатодітній сім'ї сільського священика.
Закінчив Київське піхотне училищеще (1914), згодом Севастопольську  військову авіаційну школу (1915) та курси вищого пілотажу при ній (1917). На початку 1-ї світової війни воював у піхотних частинах у Карпатах і поблизу Львова, згодом — в 11-му корпусному авіаційному загоні: від січня 1918 — його командир. Був двічі поранений, отримав контузію. У серпні 1918 демобілізований за станом здоров'я.

### Авіаційна діяльність
1 (14) червня 1916 р. здійснив перший політ на літаку системи «Морган», потім на літаку «Морган-Парасоль» і 26 липня (8 серпня) того ж року одержав звання військового льотчика.
У серпні 1916 р. молодий льотчик прибув на фронт в XI Корпусний авіаційний загін. Він був льотчиком-розвідником, льотчиком-винищувачем. Певний час очолював діяльність авіарозвідки, сам не раз доставляв цінні розвіддані про дислокацію противника і вступав у бій з ним. Отримав звання поручика, а в листопаді 1916 р. — штабс-капітана. У березні 1917 р. М. Комарницький проходить курси вищого пілотажу у Севастопольській авіашколі і наприкінці травня того ж року повертається у свій загін.
За мужність і героїзм М. А. Комарницький був нагороджений шістьма орденами: Св. Володимира, Станіслава та Анни 2-го та 3-го ступенів з мечами та бантами, з написом «За хоробрість». У жовтні 1917 р. М. Комарницький був у відрядженні в Петрограді і мав змогу відчути революційні настрої. З 16 (29) січня 1918 р. М. А. Комарницький офіційно був призначений командиром XI Корпусного авіазагону. У січні 1919 р. М. А. Комарницького призначили на посаду інспектора Полтавського губернського військового комісаріату.
У 1923 році М. А. Комарницький організував вузловий Полтавський аероклуб і до офіційного відкриття аеродрому в Полтаві сам відшукав площадку для посадки літаків і сам приймав та відправляв на лініях Харків-Київ, Харків-Одеса рейсові літаки, які літали з посадкою в Полтаві.
У Полтаві в 1923 р. з його ініціативи було створено переважно з учнів індустріально-технічної профшколи при Полтавському губернському відділенні ТАПУК гурток безмоторної авіації.
1листопада 1923 р. в Коктебелі відбувся перший зліт планеристів країни, який тривав 18 днів і увійшов в історію радянського планеризму як перші Всесоюзні планерні випробування. У них взяли участь відомі пізніше конструктори літаків, серед них був і М. Комарницький. Він першим в СРСР здійснив польоти на двомісному планері і був відзначений за довготривалість польотів на всіх змаганнях, за що одержав срібний годинник.
12 листопада М. Комарницький здійснив політ на планері «Коршун» (27 секунд). За перші Всесоюзні планерні змагання М. А. Комарницькому було присвоєно звання пілота-планериста.
Після Полтави М. А. Комарницький працював у Нижньому Новгороді в Управлінні «Доброльота», готував експедиції авіаторів по боротьбі з шкідниками полів у найрізноманітніших умовах у різних куточках країни. Працював у Закавказзі, в Поволжі, Середній Азії, на Далекому Сході і на Північному Заході країни.
В 1926—1934 рр. М. А. Комарницькому доводилося багато чого робити вперше. У ті роки він організував льотну частину і керував усією роботою управління сільськогосподарської авіації Закавказзя, Волзького, Московського, Сибірського загонів. Особисто як льотчик брав участь у роботі по знищенню сарани в Закавказзі, ліквідації її гніздівель у гирлі Сир Дар'ї, у небезпечних районах поширення чуми у степах Заволжя. У Казахстані боровся з носіями чуми — ховрахами, у Азербайджані, Вірменії, Грузії поклав початок ліквідації малярійних комарів. У 1932 р. він першим посадив свій літак на нинішньому Биковському аеродромі. У 1934 р. працював в Наркомтяжпромі, сам, будучи відірваним від будь-яких баз, на літаку-амфібії Ш-2 обслуговував десяток партій геологів Бурейського вугільного басейну Далекосхідного вугільного управління.
У 1938 р. після аварії літака М. А. Комарницький залишив льотну роботу, але з авіації не пішов: керував організацією та першими аерофотографувальними роботами авіації Головпівнічморшляху, організував аерофотографування місця падіння в 1908 р. Тунгуського метеориту в Сибіру в районі Підкам'яної Тунгуски. В 1939—1941 рр. він працював у лісовій авіації, керував роботами по боротьбі з шкідниками лісу в Читинській області. А коли почалася Велика Вітчизняна війна, М. А. Комарницький під бомбардуваннями ворожої авіації евакуював із Прибалтики до Москви сім'ї аерофлотівців та важливі вантажі. Потім очолив штаб «Повітряного мосту» авіаційного загону 3-ї ескадрильї авіагрупи особливого призначення при Генштабі Червоної Армії. У дні блокади Ленінграда був начальником штабу у Хвойному, звідки до Ладоги підвозилися продукти і боєприпаси для міста-героя на Неві. Після війни М. А. Комарницький — начальник штабу авіагрупи Головлісоохорони при Раднаркомі СРСР, пізніше — командир льотного підрозділу лісової авіації. В Головному аерогеологічному управлінні очолював загін аерофотографування, цими ж питаннями займався зокрема під час роботи у підрозділі кольорових і спектрозональних матеріалів Інституту Ґрунтознавства АН СРСР (до кінці 1950-х років). 9 грудня 1975 р. М. А. Комарницький відійшов у вічність, похований на Ваганьківському цвинтарі в Москві.

## Нагороди
За мужність і героїзм М. А. Комарницький був нагороджений шістьма орденами:
- Св. Володимира,
- Станіслава та Анни 2-го та 3-го ступенів з мечами та бантами, з написом «За хоробрість».